# GOLDEN☆BEST レイジー
『GOLDEN☆BEST レイジー』（ゴールデン・ベスト レイジー）は、2004年12月22日に発売されたレイジーのベスト・アルバム。「ゴールデン☆ベスト」シリーズの1作。

## 概要
スタジオ録音の曲に加えて、解散宣言が行われたライブの模様を収録したアルバム『燃えつきた青春』から3曲を収録。『燃えつきた青春』はCD化の機会が少なく入手困難な状況が続いていたため、同アルバムからの収録曲は当時は貴重な音源であった。

## 収録曲
1. Hey! I Love You!
2. カムフラージュ
3. 赤頭巾ちゃん御用心
4. 燃えろロックン・ロール・ファイアー
5. 地獄の天使
6. ハローハローハロー
7. My Angel
8. フルカウント
9. 愛には愛を
10. HOTEL
11. ベイビー・アイ・メイク・ア・モーション
12. Midnight Boxer
13. 悲しみをぶっとばせ
14. 感じてナイト
15. DREAMY EXPRESS TRIP(vo:SUZY)
16. TIME GAP
17. DREAMER(Live Version)
18. ソー・ドント・クライ(Live Version)
19. EARTH ARK（宇宙船地球号）(Live Version)
20. 遥かなるマザーランド(Instrumental)